# Komisarz Maigret
Komisarz Jules Maigret – postać literacka, główny bohater serii powieści i opowiadań kryminalnych autorstwa Georges'a Simenona. Cykl poświęcony komisarzowi Maigretowi składa się z 75 powieści i 28 opowiadań, napisanych w latach 1929-1972.

## Postać
Jules Joseph Anthelme (lub François) Maigret urodził się w 1884 (choć z niektórych powieści wynikają inne daty) w Saint-Fiacre w departamencie Allier (nazwa fikcyjna, opisana miejscowość to Paray-le-Frésil, gdzie autor zamieszkiwał w latach 1923-1924), w chłopskiej rodzinie. Znany z zamiłowania do fajki, dobrej kuchni i dobrych trunków oraz ze swoistego podejścia do śledztwa – czasem polegając na zwykłej intuicji, a niekiedy z zastosowaniem sprawdzonych metod. Jego żona o imieniu Henrietta zazwyczaj określana jest jako „pani Maigret”. Akcja większości literackich utworów z udziałem komisarza toczy się w Paryżu.
Powieści o komisarzu Maigret stanowiły istotny krok naprzód w rozwoju światowej powieści kryminalnej. W odróżnieniu od wcześniejszej klasycznej powieści detektywistycznej, której głównym bohaterem był genialny prywatny detektyw, a akcja rozgrywała się w zamkniętym środowisku klasy wyższej, oraz od amerykańskiego czarnego kryminału z bohaterem – prywatnym detektywem działającym w dżungli wielkiego miasta, powieści o Maigrecie były pierwszymi, które przedstawiały procedury śledcze w wykonaniu państwowego aparatu policyjnego.
Udane śledztwa Maigreta opierały się nie tylko na jego nieprzeciętnej (pozornie nieuchwytnej) inteligencji i swoistej charyzmie, lecz także na wieloletniej rutynie policjanta, na umiejętności wykorzystania archiwalnych zasobów oraz pracy podległych mu inspektorów. Ci ostatni – m.in. Janvier, Lapointe, Lucas i Torrence – są stałymi postaciami drugoplanowymi. Każda z powieści o Maigrecie stanowi obyczajowy fresk z życia paryskich przedmieść lub francuskiej prowincji. W większości utworów wyraziście sportretowany jest Paryż z jego przemianami na przestrzeni ponad trzech dekad oraz jego różnorodne środowiska – od zamożnej burżuazji i wpływowych sfer urzędniczych aż po lumpenproletariat z ubogich dzielnic. Charakterystyczną scenerię epizodów śledztwa tworzą bistra, podrzędne hoteliki, oficyny, warsztaty rzemieślnicze w starych domach Paryża obok luksusowych apartamentów w drogich kamienicach. Opowieści o śledztwach komisarza dają pretekst do refleksji autora nad psychologicznymi uwarunkowaniami zbrodni, a także nad problemami odpowiedzialności karnej i moralnej.

Postać ta jest obdarzona wieloma cechami indywidualnymi – znamy jego miejsce zamieszkania i żonę, biuro w gmachu policji, wiemy przez jakie ulice w Paryżu przechodzi najczęściej. W śledztwie posługuje się zarówno właściwymi policji metodami, jak logicznym dedukcyjnym rozumowaniem oraz dużą wiedzą o świecie, wspomożoną dobrą znajomością ludzkiej natury.

## Skłonności i upodobania
Maigret nie umiał pływać; nigdy też nie nauczył się prowadzić samochodu – zadanie to zwykle powierzał któremuś ze swoich inspektorów (lub własnej żonie), zadowalając się rolą pasażera. Spośród swych współpracowników najbardziej cenił najstarszego i doświadczonego inspektora Janvier, ale do ulubieńców należał inspektor Lapointe.
Palił wyłącznie fajkę, których miał cały zestaw. W trakcie pracy śledczej pił sporo, nigdy jednak nie przekraczając stosownej granicy. Oprócz stale wypijanego butelkami piwa (przede wszystkim z baru-piwiarni „Dauphin” sąsiadującego z paryską siedzibą policji na Quai des Orfèvres), w barach i restauracjach często lubił popijać białe wino, nawet szklankami, o wiele rzadziej – calvados (w chłodnej porze roku – nawet grog), natomiast jako aperitif preferował pastis. W tej potrzebie miał też swoje dziwactwo: od początku do końca danego śledztwa pił ten sam alkohol.   
W Paryżu jego niezmiennym miejscem zamieszkania był lokal w starej kamienicy przy bulwarze Richard-Lenoir w XI dzielnicy. Komisarz lubił spędzać wakacje w Meung-sur-Loire, w zakupionym tam domku letnim, gdzie miał zamiar osiąść na emeryturze.

## Powieści
- Pietr-le-Letton (1931) – wyd. pol. Tajemniczy sobowtór, Biblioteka „Kurjera Poznańskiego” 1933 lub Maigret i goście z Europy Wschodniej, Kom-Press 1993 lub Maigret i przybysz z Krakowa, Wydawnictwo Dolnośląskie 2004
- Le Charretier de la Providence (1931) – wyd. pol. Poganiacz z „Opatrzności”, Wydawnictwo Dolnośląskie 2005
- Monsieur Gallet, décédé (1931)
- Le Pendu de Saint-Pholien (1931)
- La Tête d'un homme lub L'homme de la Tour Eiffel (1931) – wyd. pol. Głowa skazańca, Universitas 2007
- Le Chien jaune (1931) – wyd. pol. Żółty pies, Czytelnik 1993
- La Nuit du carrefour (1931) – wyd. pol. Noc na rozdrożu, C&T 2009
- Un Crime en Hollande (1931) – wyd. pol. Maigret w Holandii, C&T 2022
- Au Rendez-vous des Terre-Neuvas (1931) – wyd. pol. Maigret w portowej kafejce, Wydawnictwo Dolnośląskie 2007
- La Danseuse du Gai-Moulin (1931)
- La Guinguette à deux sous (1932)
- L'Ombre chinoise (1932) – wyd. pol. Chińskie cienie, F4&L 1990
- L'Affaire Saint-Fiacre (1932) – wyd. pol. Sprawa Saint-Fiacre, Universitas 2006
- Chez les Flamands (1932)
- Le Port des brumes (1932)
- Le Fou de Bergerac (1932)  – wyd. pol. Maigret i szaleniec, C&T 2022
- Liberty Bar (1932)
- L'Écluse no. 1 (1933)
- Maigret (1934)
- Maigret revient… (1942), tom obejmuje trzy powieści:
  - Les Caves du Majestic
  - La Maison du juge
  - Cécile est morte – wyd. pol. Maigret i panna z kamienicy, C&T 2023
- Signé Picpus (1944), tom obejmuje trzy powieści:
  - Signé Picpus
  - Félicie est là
  - L'Inspecteur Cadavre
- Maigret se fâche (1945)
- Maigret à New York (1946) – wyd. pol. Maigret w Nowym Jorku, C&T 2025

- Les Vacances de Maigret (1947) – wyd. pol. Maigret na wakacjach, C&T 2019
- Maigret et son mort (1948)
- La Première Enquête de Maigret, 1913 (1948) – wyd. pol.  Pierwsze śledztwo Maigreta, Wydawnictwo Dolnośląskie 2005
- Mon ami Maigret (1949) – wyd. pol. Mój przyjaciel Maigret, C&T 2020
- Maigret chez le coroner (1949)
- L'Amie de Mme Maigret (1949) – wyd. pol. Znajoma pani Maigret, Iskry 1968
- Les Mémoires de Maigret (1950)
- Maigret et la vieille dame (1950) – wyd. pol. Maigret i starsza pani, Czytelnik 1968
- Maigret au „Picratt's” (1950) – wyd. pol. Maigret w kabarecie, Czytelnik 1989
- Maigret en meuble (1951) – wyd. pol. Maigret w pensjonacie, C&T 2010
- Maigret et la Grande Perche (1951) – wyd. pol. Maigret i żona kasiarza, Wydawnictwo Dolnośląskie 2005
- Maigret, Lognon et les gangsters (1951) – wyd. pol. Maigret i gangsterzy, C&T 2019
- Le Revolver de Maigret (1952) – wyd. pol. Rewolwer Maigreta, Wydawnictwo Dolnośląskie 2007
- Maigret et l'Homme du banc (1953) – wyd. pol. Maigret i człowiek z ławki, Czytelnik 1957
- Maigret a peur (1953) – wyd. pol. Niepokoje komisarza Maigreta, Iskry 1970
- Maigret se trompe (1953) – wyd. pol. Pomyłka Maigreta, Czytelnik 1981
- Maigret à l'école (1953) – wyd. pol. Maigret w szkole, C&T 2021
- Maigret et la jeune morte (1954) – wyd. pol. Maigret i trup młodej kobiety, Iskry 1969
- Maigret chez le ministre (1954) – wyd. pol. Maigret u pana ministra, C&T 2024
- Maigret et le corps sans tête (1955) – wyd. pol. Maigret i trup w kanale, Czytelnik 1993 lub Maigret i trup bez głowy, Wydawnictwo Dolnośląskie 2004
- Maigret tend un piège (1955) – wyd. pol. Maigret zastawia sidła, Czytelnik 1992
- Un échec de Maigret (1956) – wyd. pol. Porażka Maigreta, C&T 2014
- Maigret s'amuse (1956) – wyd. pol. Maigret się bawi, C&T 2017
- Maigret voyage (1957) – wyd. pol. Maigret podróżuje, C&T 2017
- Les Scrupules de Maigret (1957) – wyd. pol. Maigret ma skrupuły, C&T 2018
- Maigret et les Témoins récalcitrants (1958) – wyd. pol. Maigret i oporni świadkowie, Czytelnik 1969
- Une Confidence de Maigret (1959) – wyd. pol. Zwierzenia Maigreta, C&T 2016
- Maigret aux Assises (1959) – wyd. pol. Maigret i sąd przysięgłych, C&T 2009
- Maigret et les Vieillards (1960) – wyd. pol. Maigret i wyższe sfery, C&T 2018
- Maigret et le Voleur paresseux (1961) – wyd. pol. Tajemnica komisarza Maigret, Iskry 1973
- Maigret et les Braves Gens (1961) – wyd. pol. Maigret i porządni ludzie, C&T 2016
- Maigret et le Client du samedi (1962) – wyd. pol. Maigret i sobotni klient, C&T 2011
- Maigret et le Clochard (1962) – wyd. pol. Maigret i kloszard, C&T 2020
- La Colère de Maigret (1962) – wyd. pol. Gniew Maigreta, C&T 2021
- Maigret et le Fantôme (1963) – wyd. pol. Maigret i widmo, Czytelnik 1993
- Maigret se défend (1964) – wyd. pol. Maigret szuka obrony, C&T 2015
- La Patience de Maigret (1965) – wyd. pol. Cierpliwość Maigreta, Prószyński i S-ka 1995
- Maigret et l'Affaire Nahour (1966) – wyd. pol. Maigret i sprawa Nahoura, C&T 2015
- Le Voleur de Maigret (1966) – wyd. pol. Maigret i złodziej, Prószyński i S-ka 1995
- Maigret à Vichy (1967) – wyd. pol. Maigret w Vichy, Universitas 2006
- Maigret hésite (1968) – wyd. pol. Rozterka komisarza Maigret, Czytelnik 1971
- L'Ami d'enfance de Maigret (1968) – wyd. pol. Przyjaciel Maigreta z dzieciństwa, C&T 2014
- Maigret et le Tueur (1969) – wyd. pol. Maigret i zabójca, C&T 2014
- Maigret et le Marchand de vin (1969) – wyd. pol. Maigret i hurtownik win, C&T 2018
- La Folle de Maigret (1970) – wyd. pol. Wariatka Maigreta, Czytelnik 1976
- Maigret et l'Homme tout seul (1971) – wyd. pol. Maigret i samotny włóczęga, Czytelnik 1993
- Maigret et l'Indicateur (1971) – wyd. pol. Maigret i tajemniczy konfident, Czytelnik 1993
- Maigret et Monsieur Charles (1972) – wyd. pol. Maigret i pan Charles, C&T 2009

## Opowiadania
- Menaces de mort (1942), zawiera opowiadanie tytułowe
- Les Nouvelles Enquêtes de Maigret (1944), zawiera 19 opowiadań z udziałem komisarza Maigret
- La Pipe de Maigret (1947)  – wyd. pol. Fajka komisarza Maigret w tomie Fajka Maigreta 1, Iskry 1980, zawiera opowiadanie tytułowe
- Maigret et l'Inspecteur Malgracieux (1947), zawiera 4 opowiadania z udziałem komisarza Maigret
- Maigret et les Petits Cochons sans queue (1950) – wyd. pol.: Licytacja przy świecach w tomie Fajka Maigreta 2, Iskry 1980 oraz Na ulicy w tomie  Fajka Maigreta 3, Iskry 1980, zawierają 2 opowiadania z udziałem komisarza Maigret
- Un Noël de Maigret (1950), zawiera opowiadanie tytułowe

## Powieści w odcinkach publikowane po polsku w latach 1957-1986
- Wykaz umieszczony w linkach zewnętrznych

## Film
- czteroczęściowy brytyjski serial Komisarz Maigret(inne języki) – w roli tytułowej Rowan Atkinson, na który składają się:
  - Maigret zastawia sidła(inne języki) (Maigret Sets a Trap, 2016)
  - Maigret i jego nieboszczyk(inne języki) (Maigret's Dead Man, 2016)
  - Noc na rozdrożu(inne języki) (Night at the Crossroads, 2017)
  - Maigret w kabarecie(inne języki) (Maigret in Montmartre, 2017)